# هائوسما
هائوسما (به لاتین: Hausma) یک منطقهٔ مسکونی در استونی است که در دهستان پوهالپا واقع شده‌است.